# Côa
Der Côa ist ein Fluss im Nordosten Portugals im Distrikt Guarda. Er entspringt in der Serra das Mesas nahe der spanischen Grenze und mündet nach einem Laufe von 140 km bei Vila Nova de Foz Côa von links in den Douro. Der Côa ist einer der wenigen Flüsse Portugals, der von Süden nach Norden fließt. Die Region, die er durchfließt, ist sehr wenig bevölkert. An seinen Ufern liegt der Parque Arqueológico do Vale do Côa.
Der Côa wird ungefähr 500 m oberhalb der Stadt Sabugal von der Talsperre Sabugal zu einem Stausee aufgestaut.